# Дружество на новите художници
Дружество „Новите художници“ е обединение на български художници, което е създадено през 1931 г. и съществува само до 1944, но изиграва значителна роля в българското изкуство.
Основатели на дружеството са Иван Фунев, Васка Емануилова, Драган Лозенски, Мара Георгиева, Борис Иванов, Вера Лукова, Стоян Сотиров, Стоян Венев, Петър Младенов. В него членуват Иван Ненов, Любен Димитров, Крум Дерменджиев, Николай Владов-Шмиргела, Борис Елисеев, Бенчо Обрешков, Кирил Цонев, Давид Перец, Димитър Драганов, Дочо Байрамов, Елиезер Алшех, Иван Антонов, Иван Пенков, Иван Петров, Веселин Стайков, Любомир Далчев, Мара Цончева, Александър Жендов, Александър Стаменов, Асен Василиев, Борис Ангелушев, Боян Петров, Бронка Гюрова, Валентин Веляотс, Васил Виденов, Елиезер Алшех, Мориц Бенционов, Соломон Бенун, Ценко Бояджиев, Марко Бехар, Васил Гачев, Цветан Михов, Вера Недкова, Марко Марков, Ненко Балкански, Пенчо Георгиев, Петър Бучавинов, Преслав Кършовски, Рафаел Михайлов, Тодор Мангов, Мара Йосифова и други. Един от председателите на дружеството е Иван Фунев.
Това, което отличава Дружеството на новите художници, е, че те са млади хора, повечето завършили образованието си. Стремят се към промяна на статуквото – според тях изкуството да бъде обвързано повече с действителността, с обикновените хора, с техните проблеми, като същевременно да бъде подчинено на принципите на най-модерното в живописта, графиката и скулптурата.
Краткият живот на дружеството се дължи на смяната на политическата система в България. След Втората световна война художниците са в творческия си разцвет, пътували са в Европа, работили са и в България, имат доста изложби, избистрили са вижданията си за изкуството и неговия път. Но със смяната на политическия строй те изведнъж са обявени за формалисти. Въпреки това артистите от Дружеството на новите художници изиграват огромна роля както през 30-те и 40-те години, така и след това през 60-те, тъй като много от тях са учители на ново поколение творци, а някои доживяват до късна възраст (Иван Ненов).